# Al di là dell'orrore
Al di là dell'orrore è un  film del 1959, diretto da Victor Trivas. È una storia dell'orrore con elementi fantascientifici.

## Trama
L'invenzione del professor Abel, un siero denominato "Z" permette trapianti di parti del corpo normalmente impossibili, ne farà cattivo uso il dottor Odd che dopo aver trapiantato la sola testa di Abel cercherà di creare una donna perfetta, uccidendone alcune. La polizia indagherà sulle misteriose scomparse che ciò ne consegue.